# Svensk författningssamling
Die Svensk författningssamling (abgekürzt SFS) ist die amtliche Sammlung von Gesetzen und Verordnungen des schwedischen Reichstags.
Die SFS entspricht etwa dem deutschen Bundesgesetzblatt, dem Bundesgesetzblatt für die Republik Österreich oder dem schweizerischen Bundesblatt.
Gesetze bzw. Verordnungen erhalten eine gleichbleibende SFS-Nummer, durch die sie identifizierbar sind. So hat beispielsweise die Tryckfrihetsförordningen (Gesetz über die Pressefreiheit) von 1949 die SFS-Nummer 1949:105.